# Gare de Sceaux - Boëssé
Gare de Sceaux - Boëssé vasútállomás Franciaországban, Boëssé-le-Sec településen.

## Vasútvonalak
Az állomást az alábbi vasútvonalak érintik:
- Párizs–Brest-vasútvonal

## Kapcsolódó állomások
A vasútállomáshoz az alábbi állomások vannak a legközelebb:
- Gare de Connerré - Beillé (Gare de Brest, Párizs–Brest-vasútvonal)
- Gare de La Ferté-Bernard (Paris Gare Montparnasse, Párizs–Brest-vasútvonal)